# Olías del Rey
Olías del Rey è un comune spagnolo di 7 229 abitanti situato nella comunità autonoma di Castiglia-La Mancia.